# Jean de Dieu Mutabazi
Jean de Dieu Mutabazi var tidigare talesman för det Hutu-orienterade partiet Frodebu, men i Presidentvalet i Burundi 2015 representerade han koalitionen av totalt tio partier, kallad Participatory Opposition Coalition in Burundi (COPA), i sin kandidatur till presidentposten.

## Politik
Jean de Dieu Mutabazi har sagt att de två viktigaste frågorna för COPA är att utrota fattigdomen i Burundi, samt att anpassa den nationella författningen. Med det senare menar han att han vill, som han säger: anpassa konstitutionen till verkligheten. Hutuer representerar 85% av Burundis befolkning men upptar 60% av positionerna för institutionerna i landet, vilket Jean de Dieu Mutabazi inte anser tillräckligt, utan han vill kvotera.